# گیراندازی نوترون
گیراندازی نوترون (به انگلیسی: Neutron capture) یک واکنش هسته‌ای است که طی آن یک یا بیش از یک نوترون به هسته یک اتم برخورد کرده و با آن ادغام می‌شود و تشکیل یک هسته سنگین‌تر را می‌دهد. از آن‌جا که نوترون‌ها بار الکتریکی ندارند، آسان‌تر از پروتونهای مثبت وارد یک هسته می‌شوند، چرا که پروتون‌ها به‌صورت الکترواستاتیک دفع می‌شوند.
گیراندازی نوترون نقش چشمگیری در هسته‌زایی کیهانی عناصر سنگین دارد. در ستارگان، این فرایند می‌تواند به‌صورت سریع (فرایند r) یا کند (فرایند s) انجام شود. هسته‌هایی با عدد جرمی بیش از ۵۶ دیگر نمی‌توانند از طریق واکنش گرماهسته‌ای گرماده (یعنی از طریق همجوشی هسته‌ای) ساخته شوند، اما از طریق گیراندازی نوترون قابل تولید هستند. گیراندازی نوترون روی پروتون‌ها یک خط انرژی به مقدار ۲٫۲۲۳ مگاالکترون‌ولت تولید می‌کند که هم پیش‌بینی شده و هم به‌طور رایج در شراره‌های خورشیدی مشاهده شده‌است.

## گیراندازی نوترون در شار کم نوترونی

نمودار واپاشی ^{۱۹۸}Au

در شار نوترونی کم، مانند آنچه در یک راکتور هسته‌ای رخ می‌دهد، یک نوترون منفرد توسط یک هسته جذب می‌شود. به‌عنوان نمونه، هنگامی‌که طلای طبیعی (۱۹۷Au) با نوترون‌ها (n) تابیده می‌شود، ایزوتوپ ۱۹۸Au در حالتی بسیار برانگیخته تشکیل می‌شود و به‌سرعت با گسیل پرتو گاما (الگو:Gamma) به حالت پایهٔ ۱۹۸Au فرو می‌ریزد. در این فرآیند، عدد جرمی یک واحد افزایش می‌یابد. این واکنش به‌صورت ۱۹۷Au + n → ۱۹۸Au + γ یا به‌طور خلاصه ۱۹۷Au(n,γ)۱۹۸Au نمایش داده می‌شود. اگر از نوترون‌های حرارتی استفاده شود، این فرآیند را «گیراندازی حرارتی» می‌نامند.
ایزوتوپ ۱۹۸Au یک گسیل‌کننده بتا است که به ایزوتوپ جیوه ۱۹۸Hg واپاشی می‌کند. در این فرایند، عدد اتمی یک واحد افزایش می‌یابد.

## گیراندازی نوترون در شار نوترونی بالا
فرایند r در درون ستارگان هنگامی رخ می‌دهد که چگالی شار نوترونی آن‌قدر بالا باشد که هستهٔ اتمی فرصت واپاشی بتا پیش از گیراندازی نوترون بعدی را نداشته باشد. در نتیجه، عدد جرمی به‌سرعت زیاد می‌شود در حالی‌که عدد اتمی (عنصر) تغییری نمی‌کند. زمانی که دیگر امکان گیراندازی نوترون وجود نداشته باشد، هسته‌های ناپایدار حاصل، از طریق واپاشی‌های پیاپی β− به ایزوتوپ‌های بتاپایدار عناصر سنگین‌تر تبدیل می‌شوند.

## سطح مقطع گیراندازی
سطح مقطع جذب نوترون یک ایزوتوپ، سطح مؤثر اتم آن برای جذب نوترون است و احتمال گیراندازی نوترون را نشان می‌دهد. این کمیت معمولاً بر حسب برن اندازه‌گیری می‌شود.
سطح مقطع جذب به‌شدت به انرژی نوترون وابسته است. در کل، احتمال جذب نوترون با مدت زمانی که نوترون در نزدیکی هسته می‌ماند تناسب دارد. این زمان، به‌طور معکوس با سرعت نسبی نوترون و هسته متناسب است. اما عوامل خاص‌تری هم این رابطه را تعدیل می‌کنند. دو کمیت پرکاربرد در این زمینه، سطح مقطع جذب نوترون حرارتی و انتگرال تشدید هستند. دومی، به جذب در انرژی‌هایی بالاتر از محدوده حرارتی مربوط می‌شود که هنگام کندسازی نوترون، نوترون از انرژی اولیهٔ بالا به این محدوده وارد می‌شود.
دمای هسته نیز نقش دارد؛ با افزایش دما، پهن‌شدگی داپلر احتمال گیراندازی در قلهٔ تشدید را افزایش می‌دهد. برای نمونه، افزایش توانایی اورانیوم-۲۳۸ در جذب نوترون‌ها با بالا رفتن دما (بدون شکافت شدن) یک بازخورد منفی مهم در سامانهٔ راکتورهای هسته‌ای است که به کنترل آن‌ها کمک می‌کند.

## اهمیت ترموشیمیایی
گیراندازی نوترون در تشکیل ایزوتوپ‌های عناصر نقش دارد. انرژی حاصل از این گیراندازی می‌تواند در آنتالپی استاندارد تشکیل ایزوتوپ‌ها تأثیر داشته باشد.

## کاربردها
تحلیل فعال‌سازی نوترونی می‌تواند برای شناسایی ترکیب شیمیایی مواد از راه دور به‌کار رود. علت این است که عناصر مختلف، هنگام جذب نوترون، تابش مشخص و متمایزی گسیل می‌کنند. این ویژگی آن را در زمینه‌های مرتبط با اکتشافات معدنی و امنیت، بسیار مفید می‌سازد.

## جذب‌کننده‌های نوترون

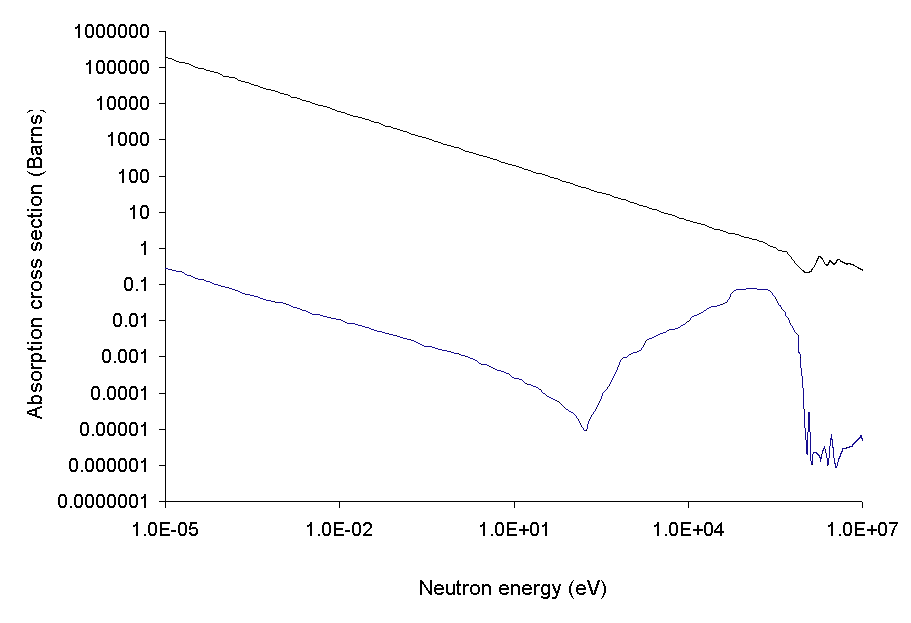
سطح مقطع نوترونی بور (منحنی بالایی برای ^{۱۰}B و منحنی پایینی برای ^{۱۱}B)

در مهندسی، مهم‌ترین جذب‌کننده نوترون، ایزوتوپ ۱۰بور است که به‌صورت کربید بور در میله‌های کنترل راکتورهای هسته‌ای یا به شکل اسید بوریک در آب خنک‌کننده راکتور آب‌فشاری به‌کار می‌رود. سایر جذب‌کننده‌های نوترون در راکتورهای هسته‌ای شامل زنون، کادمیم، هافنیم، گادولینیوم، کبالت، ساماریوم، تیتانیوم، دیسپروزیم، اربیم، یوروپیوم، مولیبدن و یتر بیوم هستند. همهٔ این عناصر در طبیعت به‌صورت مخلوطی از چند ایزوتوپ وجود دارند که برخی از آن‌ها جذب‌کننده‌های عالی نوترون هستند. این عناصر ممکن است در قالب ترکیب‌هایی مانند بورید مولیبدن، دی‌بورید هافنیم، دی‌بورید تیتانیوم، تیتانات دیسپروزیم و تیتانات گادولینیوم یافت شوند.
هافنیم نوترون‌ها را با شدت جذب می‌کند و می‌توان آن را در میله کنترل راکتورهای هسته‌ای به‌کار برد. اما این عنصر در همان سنگ‌هایی یافت می‌شود که زیرکونیوم در آن‌ها وجود دارد. زیرکونیوم و هافنیم از نظر آرایش الکترونی لایهٔ بیرونی یکسان‌اند و به همین دلیل رفتار شیمیایی مشابهی دارند. ولی ویژگی‌های هسته‌ای آن‌ها بسیار متفاوت است: هافنیم نوترون‌ها را ۶۰۰ برابر بهتر از زیرکونیوم جذب می‌کند. در مقابل، زیرکونیوم که تقریباً نسبت به نوترون‌ها شفاف است، برای ساخت قطعات داخلی راکتور (مانند روکش فلزی میله سوخت) بسیار ارزشمند است. برای استفادهٔ مجزا از این دو عنصر، باید زیرکونیوم را از هافنیم طبیعی جدا کرد. این کار را می‌توان به‌صرفه با استفاده از رزین تبادل یونی انجام داد.